# Broughton Island
Broughton Island è un'isola che si trova lungo la costa del Nuovo Galles del Sud, in Australia, a nord-est della larga insenatura di Port Stephens e di Providence Bay. L'isola fa parte del Myall Lakes National Park e appartiene alla Local Government Area della Mid-Coast Council.
Broughton Island ha una forma molto irregolare e frastagliata, è circondata da scogli ed è affiancata a est dalla piccola Little Broughton Island.

## Storia
L'Isola di Broughton fu avvistata da James Cook a bordo della HMS Endeavour l'11 maggio 1770: avendola scambiata per un promontorio la chiamò Black Head. Dopo che la sua insularità fu scoperta, fu ribattezzata Broughton Islands: così appare sulla carta dell'Ammiragliato del 1852; anche Providence Bay appare per la prima volta su questa carta. L'esploratore britannico William Robert Broughton aveva esaminato la baia di Port Stephens a bordo della HMS Providence nell'agosto del 1795.